# FCスタック
FCスタック（Fuel Cell Stack、FC Stack、燃料電池スタック）は、水素と酸素が水に変化する過程で発生した電気をFCV（Fuel Cell Vehicle）に供給するためのモジュールを指す。
一般には、ひとつの発電ユニットであるFCセルを重ね合わせ構造となっており、連結により発電能力を高めるとともに、発電による発熱をおさえ冷却する装置として作られている。開発ベンダーとしては、バラード・パワー・システムズ、Hydrogenics（ハイドロジェニックス）、Ceres Power, AFC Energy などがある。